# Julien Faraut
Julien Faraut est un réalisateur français né en 1978 à Colombes.

## Biographie
Après des études de cinéma à l'Université Paris-Nanterre, Julien Faraut devient responsable des archives 16 mm liées au sport de l'INSEP où il commence à réaliser des portraits d'anciens entraîneurs.
Il signe des courts et longs métrages documentaires consacrés au sport de haut niveau, dont L'Empire de la perfection qui a été présenté notamment au Festival du film de Londres 2018 et au festival Cinéma du réel la même année.
En 2021, il sort Les Sorcières de l'Orient, documentaire consacré aux volleyeuses de l'équipe japonaise des années 1960.

## Filmographie

### Courts métrages
- 2006 : La Créativité du vide, 10 minutes (film sur le judoka Yves Klein, initialement prévu pour le Centre Pompidou)
- 2007 : Perspectives rugbystiques,  installation vidéo en boucle 10 minutes (sur trois différentes manières d’appréhender le jeu de rugby, pour le musée Géo Charles d’Échirolles)
- 2009 : Une seule fois, 26 minutes (sur le record du monde de Bob Beamon, pour le festival des Promenades photographiques de Vendôme 2009 ; mention d’honneur au Festival FICTS de Milan 2009 ; diffusé sur ESPN Classics)
- 2015 : JJBALLET, 8 minutes (un entrainement de jiu-jitsu brésilien (JJB) sous la forme d'un ballet contemporain ; dans le cadre de l'exposition En mode sport au MNS de Nice)

### Longs métrages
- 2003 : Paris jeux t'aime[réf. nécessaire] (sur les Jeux olympiques de 1924)
- 2013 : Regard neuf sur Olympia 52
- 2018 : L'Empire de la perfection
- 2021 : Les Sorcières de l'Orient